# Barbara Rosenkranz
Barbara Rosenkranz (nacida Barbara Schörghofer, Salzburgo, Austria, 20 de junio de 1958) es una política austríaca y miembro del Partido de la Libertad de Austria, un partido político nacionalista conservador de derecha. Fue candidata en las elecciones presidenciales de 2010, quedando en segundo lugar.

## Biografía
Estudió historia y filosofía en la Universidad de Viena, pero no completó sus estudios.
Estuvo casada con el político Horst Rosenkranz, con quien tuvo diez hijos: seis hijas y cuatro hijos. Atea y ferozmente anticatólica, no bautizó a ninguno de sus hijos. Su marido está involucrado en el movimiento neonazi.
De 2002 a 2008, fue miembro del Consejo Nacional de Austria.
Como candidata del Partido de la Libertad de Austria en las elecciones presidenciales del 25 de abril de 2010, fue derrotada por Heinz Fischer, obteniendo sólo el 15,6% de los votos. Recibió el apoyo del Kronen Zeitung, el diario más leído del país.
Barbara Rosenkranz se pronunció a favor de la revocación de las leyes que prohíben el debate abierto sobre el régimen nazi, al tiempo que se refirió a la libertad de expresión. Además, considera que el feminismo es un "camino equivocado" y, según ella, el feminismo muestra "rasgos agresivos ". Aboga por el fin del Acuerdo de Schengen y el refuerzo de los controles fronterizos.